# Alphée Dubois

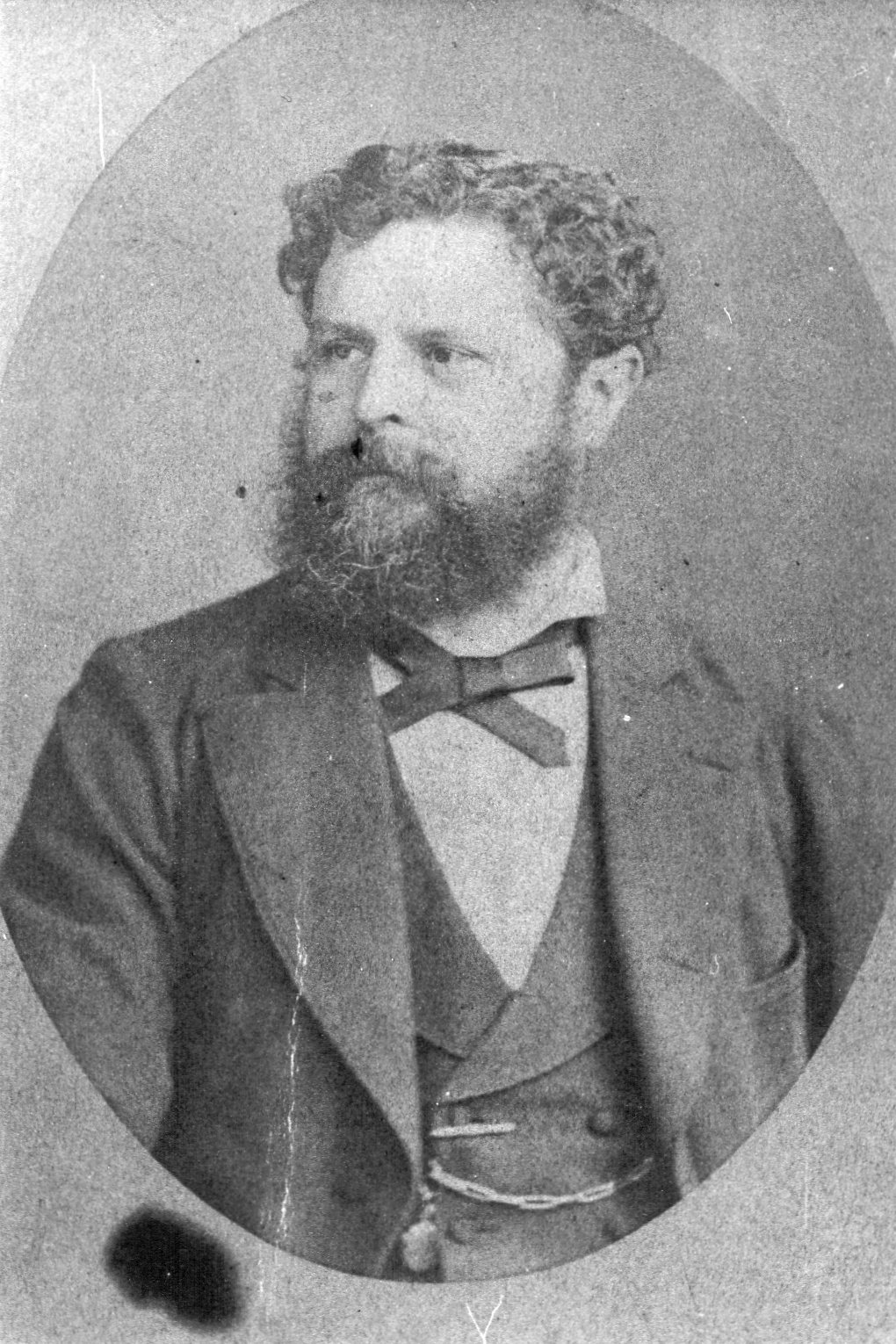
Alphée Dubois

Alphée Dubois, född 17 januari 1831, död 6 september 1905, var en fransk medaljgravör.
Dubois var en av de främsta bland den franska medaljkonstens förnyare. Av hans medaljer märks särskilt en över astronomen Urbain Jean Joseph Leverrier, över Danmarks krig 1848–1850 och 1864, samt över Karl XV:s besök i Paris 1866. Dubois har även utfört reliefer och porträttmedaljonger. Han var också en framstående gravör, som bland annat utfört betydande verk för franska postverket (Postes, télégraphes et téléphones). Även hans far Eugène Dubois och hans son Henri Dubois (1859–1943) var kända som framstående medaljkonstnärer.